# デヴィッド・マクドナルド
デヴィッド・ラマー・マクドナルド（David Lamar McDonald、1906年 - 1997年12月16日）は、アメリカ合衆国の海軍軍人。海軍大将。第17代アメリカ海軍作戦部長に就任した。

## 経歴
ジョージア州メイスビルに生まれ、1928年に海軍兵学校を卒業後、少尉に任官する。海軍飛行士になる以前に「BB-41 ミシシッピ」、「BB-45 コロラド」、「CV-3 サラトガ」および「CL-8 デトロイト」に乗り組み勤務した。その後、ペンサコラ海軍航空基地にて教育を受けて飛行士となる。
大西洋艦隊司令部航空参謀や海軍航空作戦教育司令部などで勤務、「CVE-120 ミンドロ」艦長、「CV-43 コーラル・シー」艦長を務めたのちに、メイポート海軍基地司令に就任する。
1960年、第6艦隊司令長官に就任。1963年に在ヨーロッパ合衆国海軍司令官兼東大西洋・地中海合衆国海軍司令官兼東大西洋合衆国軍司令官に就任。1963年8月1日に第17代海軍作戦部長に就任する。
1967年8月1日に退役する。